# Rävinge församling
Rävinge församling var en församling i  Göteborgs stift i Halmstads kommun. Församlingen uppgick 2008 i Getinge-Rävinge församling.
Församlingskyrka var Rävinge kyrka.

## Administrativ historik
Församlingen har medeltida ursprung. Församlingen var till 2008 annexförsamling i pastoratet Getinge och Rävinge. Församlingen uppgick 2008 i Getinge-Rävinge församling.
Församlingskod var 138013